# 룩셈부르크 국유 철도

로고

룩셈부르크 국유 철도(룩셈부르크어: Société nationale des chemins de fer luxembourgeois, 약칭 CFL)는 룩셈부르크의 국유 철도이다. 1946년 철도 사기업들의 국유화의 결과물이다.